# 白雲 (台灣藝人)
白雲（1970年11月28日—），本名李國弘，曾經當過憲兵，父親是安徽籍退伍軍人。以肥胖壯碩的身材並常醜化自己來搞笑聞名，曾經常出現在各大綜藝節目。2012年起投身殯喪業。

## 生平
年輕時曾經拍過三級片，螢幕處女作為《情定北海岸》，後有《危險關係》、《96超級床上接班人》等。
2000年開始轉戰演藝圈，並參與三立臺灣臺《黃金夜總會》的短劇；後來被製作人王偉忠發現，到中天綜合台《2100全民亂講》擔任班底。先後在中天綜合台全民系列《2100全民亂講》、《全民大悶鍋》、《全民最大黨》擔任節目班底，模仿過的人物有陳菊、顏清標、陳乙東、范可欽、連勝文、簡水綿、陳雲南、陳遠美、蘇珊大嬸、PSY等等，亦為壹電視綜合台《搞電影》固定演員之一。
2011年發行個人首張台語流行音樂EP《築夢小丑》。
2013年11月29日，白雲被指3個月前成功進行袖狀胃切除手術 。
2014年5月9日他已減掉38公斤，當時體重為90公斤。

## 爭議
- 2017年8月，白雲對日本女星西田惠里奈（Nana）宣稱單身而令Nana與其交往，與白雲交往2年的邱女得知白雲劈腿後，暴怒傳訊向Nana示威，Nana才知道白雲另有交往2年的邱女，因此白雲被外界批評劈腿又說謊 [4][5]，郎祖筠心疼Nana遇人不淑，暗諷白雲「龜縮不如鼠」[6]。Nana控訴遭白雲劈腿，並公開對方床照，引起軒然大波，台灣綜藝節目主持人吳宗憲，出聲直指她公開床照不對，讓Nana在道歉記者會上哭訴：「拜託憲哥不要再罵我了！」引發網友圍剿吳宗憲、吳宗憲提告酸民等一連串事件。

## 影視作品

### 戲劇
| 年份   | 頻道             | 劇名                           | 飾演                                   |
|        | 三立台灣台       | 戲說台灣 啥人敢娶鱸鰻婆        | 火旺                                   |
| 2005年 | TVBS-G           | 惡男宅急電                     | 飛龍                                   |
| 2006年 | 衛視中文台       | 驚異傳奇－命運懷錶             | 鐘錶行老闆                             |
| 2007年 | 公視             | 人生劇展 夏天到了出去玩吧      | 美霞                                   |
| 2008年 | 華視             | 歡喜來逗陣                     | 王光榮(豬肉榮)                         |
| 2008年 | 華視             | 王子看見二公主                 | 寧勝慶                                 |
| 2010年 | 華視             | 星光下的童話                   | 慶功                                   |
| 2011年 | 痞客邦           | 萌的或然率                     | 叔公/蔡比發                            |
| 2012年 | 中視             | 智勝鮮師                       | 菜老闆/理事長/女里長/白兔堂堂主/閻羅王 |
| 2013年 | 民視             | 陳亞蘭歌仔戲 天龍傳奇          | 店小二                                 |
| 2013年 | 壹綜合           | 幸福蒲公英                     | 火叔                                   |
| 2013年 | 中天綜合台       | PMAM                           | 包大哥                                 |
| 2013年 | 華視             | 金牌老爸                       | 小弟                                   |
| 2014年 | 中視             | 終極X宿舍                      | 主管                                   |
| 2014年 | 中天綜合台       | PMAM之慾望俱樂部               | 白雲                                   |
| 2015年 | 華視             | 一代新兵之八極少年             | 施拉霸                                 |
| 2016年 | 中視             | 原來1家人                      | 白雲                                   |
| 2016年 | 台視             | 加油！美玲                     | 阿發                                   |
| 2016年 | 台視             | 植劇場－姜老師，妳談過戀愛嗎？ | 林董                                   |
| 2016年 | 八大綜合台       | High 5 制霸青春                | 雅倫父                                 |
| 2017年 | 三立台灣台       | 一家人                         | 劉總裁                                 |
| 2017年 | 台視             | 植劇場－五味八珍的歲月         | 歐晉文                                 |
| 2017年 | 緯來戲劇台       | 逃婚一百次                     | 游夠壯                                 |
| 2019年 | 華視             | 鬥陣來鬧熱                     | 陳鵬弘                                 |
| 2019年 | 台視             | 楊麗花歌仔戲 忠孝節義 萬古流芳 | 周盈香之父                             |
| 2020年 | 大愛電視台       | 我在你心裡                     | 組頭                                   |
| 2021年 | TVBS歡樂台       | 機智校園生活                   | 歐易賢                                 |
| 2022年 | TVBS歡樂台       | 機智校園生活-青春萬歲          | 歐易賢                                 |
| 2022年 | TVBS歡樂台       | 機智校園生活-必勝高三生        | 歐易賢                                 |
| 2022年 | TVBS歡樂台       | 機智校園生活-青春向前衝        | 歐易賢                                 |
| 2022年 | 台視             | 陳亞蘭歌仔戲 嘉慶君遊台灣      | 賣粿婆                                 |
| 2023年 | Disney+          | 台灣犯罪故事－惡有引力         | 許家豪父親                             |
| 2024年 | 華視、公視台語台 | 勇氣家族                       | 總經理                                 |

### 電影
| 年份   | 片名                         | 飾演       |
| 1989年 | 《青春派對》                 | 李國弘     |
| 1989年 | 《企業流氓》                 | 蟾蜍       |
| 1990年 | 《我在死牢的日子》           |            |
| 1991年 | 《那根所有權》               | 阿本       |
| 1992年 | 《艷女大行動》               |            |
| 1995年 | 《情人與妓女》               |            |
| 1995年 | 《縱慾聊齋》                 |            |
| 1995年 | 《世間女子多放蕩》           |            |
| 1995年 | 《魔鬼天使》                 |            |
| 1996年 | 《情定北海岸》               |            |
| 1996年 | 《步步殺機》                 |            |
| 1996年 | 《紅粉獵殺》                 |            |
| 1996年 | 《剃刀女煞星》               |            |
| 1996年 | 《黑色誘殺》                 | 蕭育山     |
| 1997年 | 《性的交叉點》               |            |
| 1998年 | 《96超級床上接班人》         |            |
| 1998年 | 《風中傳說之正義使者》       |            |
| 1998年 | 《千面嬌娃》                 |            |
| 1998年 | 《辣妹》                     |            |
| 1998年 | 《媚眼復仇記》               |            |
| 1998年 | 《危險關係》                 |            |
| 1999年 | 《神探幻影》                 |            |
| 1999年 | 《X檔案之殺手情人》          |            |
| 1999年 | 《暗夜遊戲》                 |            |
| 1999年 | 《香港社會檔案之緝兇重案組》 |            |
| 1999年 | 《超級床上人之喜怒哀樂》     |            |
| 2000年 | 《網路殺手》                 |            |
| 2009年 | 《魔鬼女教頭》               | 主任       |
| 2010年 | 《第四張畫》                 | 廟公       |
| 2011年 | 《小溫馨》                   | 白大雲校長 |
| 2011年 | 《茱麗葉》                   | 阿泰       |
| 2012年 | 《寶島大爆走》               | 香腸攤老闆 |
| 2014年 | 《鐵獅玉玲瓏》               | 產婆       |
| 2015年 | 《台北夜游團團轉》           | MIKE       |
| 2015年 | 《十萬夥急》                 | 熱炒店老闆 |

### 動畫電影配音
| 年份   | 片名                   | 飾演       |
| 2005年 | 《機器人歷險記》       | 傢俬客夫人 |
| 2005年 | 《紅孩兒：決戰火焰山》 | 沙悟淨     |
| 2012年 | 《無敵破壞王》         | 破壞王     |
| 2014年 | 《桃蛙源記》           | 傻牛       |

## 主持
| 頻道       | 節目                  | 備註                                     |
| 台視       | 《卡拉永遠OK》        | 與許效舜、吳淑敏共同主持                 |
| 華視       | 《全民快樂有go正》    |                                          |
| 公視       | 《就是愛唱歌》        |                                          |
| 年代MUCH台 | 《天天金舞台》        | 與閃亮三姊妹共同主持                     |
| 華視       | 《星光報喜 童話迎春》 | 2010年大年初一特別節目，與王彩樺共同主持 |

## 音樂作品
- 台語EP《築夢小丑》 2011年9月30日發行

## 外部連結
- 白雲的Facebook專頁
- 白雲的新浪微博
- 白雲在香港影庫上的簡介
- 白雲的Instagram帳戶
- 白雲在互联网电影资料库（IMDb）上的資料（英文）